# Кариньш, Кришьянис
А́ртурс Кри́шьянис Ка́риньш (латыш. Arturs Krišjānis Kariņš; род. 13 декабря 1964, Уилмингтон, Делавэр, США) — латвийский и американский политический и государственный деятель. В прошлом — министр иностранных дел Латвии (2023—2024), премьер-министр Латвии (2019—2023), депутат Европейского парламента (фракция Европейской народной партии) (2009—2019), министр экономики Латвии (2004—2006).

## Биография

### Происхождение
Родители К. Кариньша, ещё будучи детьми, в 1944 году в составе семей, выехали из Латвии в Швецию. Дед Кришьяниса по материнской линии, Вилхелм Кариньш, был состоятельным человеком в довоенной Латвии: его семейное предприятие с 1870 года занималось рыботорговлей на Рижском Центральном рынке, а сам 28-летний Вилхелм в 1935 году купил пакет акций кинопрокатного предприятия «Атриум», владевшего крупным рижским кинотеатром «Форум».
Родители К. Кариньша выросли, познакомились и поженились в Швеции, а в 1950-е годы выехали в США, где и родились их трое детей.

### Образование и научная деятельность
Артур-Кришьянис, его старшая сестра Анна и младшая Ингрида параллельно учились в американской школе и воскресной латышской школе Уилмингтона. В округе жило 300—500 латышей, которые встречались раз в месяц на службах в лютеранской церкви, которую арендовали для этого у американских единоверцев. Летние каникулы проводили в Катскильском латышском лагере.
После этого Кришьянис учился в Беверинской латышской летней школе (ныне не существует). После этого несколько лет работал в летней средней школе «Гарезерс», работал в Беверине воспитателем и учителем. Латышское воспитание ему дала его семья, родственники и друзья: американцы приходили и уходили, а латышские друзья оставались, отмечал сам Кариньш. Впоследствии он музицировал с друзьями отрочества и юности уже в Риге, спустя 20-25 лет.
В 1983 году, по окончании средней школы, год учился в Мюнстерской латышской гимназии.
Впервые побывал в Латвии в 1984 году, когда независимость казалась полностью невозможной. Однако с 1988 года ситуация поменялась, и Артур-Кришьянис стал бывать в Латвии каждое лето, участвовал в народных манифестациях.
В первые годы бакалаврской программы (1984—1986) специализировался в математике, философии и литературе в Сент-Джонс колледже в Аннаполисе.
В 1987—1988 годах изучал лингвистику в Пенсильванском университете, получив степень бакалавра в языковедении. Изучал абстрактную структуру языка. Получил почетный диплом Summa Cum Laude, принят в ассоциацию Phi Beta Kappa.
В 1990—1996 годах Кариньш продолжал учиться в Пенсильванском университете, изучая фонетику латышского языка, фонологию, написал диссертацию на тему «Просодическая структура латышского языка». Летние каникулы проводили в Катскильском латышском лагере.
В 1990 году он получил крупный грант американского правительства (стипендия Фулбрайта) для изучения русского языка в Ленинградском университете дополнительно к знаниям, которые он уже получил в Пенсильванском.
Диссертацию писал в 1994/95 годах, получив стипендию. Собирал материалы в Риге, сельских районах Латвии, интервьюировал людей и делал звуковые записи.
В то же время он работал ассистентом в одной из звуковых лабораторий, преподавал на различных языковых курсах.
Получил степень доктора философии (Ph.D.) по лингвистике.
В Латвии Кариньш познакомился со своей будущей женой Андой, в 1996 году они поженились и решили постоянно жить в Латвии.
В 1996—1997 годах как старший координатор исследований Linguistic Data Consortium (Филадельфия, США) Кариньш руководил группой, которая разрабатывала электронные разговорники и языковые базы данных для немецкого, английского, арабского и китайского языков.
В 1995 и 1998 годах Кариньш работал как приглашённый лектор в Латвийском университете, преподавая курс социолингвистики в бакалаврской и магистерской программах.

### Предпринимательская деятельность
Еще не переехав в Латвию на постоянное место жительства, Кариньш 19 октября 1994 года основал компанию PK (торговая марка Lāču ledus), производителя и дистрибьютора льда и замороженных продуктов, и до избрания в Сейм был её президентом. 4 февраля 1998 года увеличил свою долю в предприятии до 95 % (5890 латов), 19 января 2001 года увеличил уставной капитал, оставив свою долю неизменной, уже на сумму 52 440 латов.
Отец К.Кариньша Улдис был одним из первых эмигрантов, воспользовавшихся льготами принятого в 1991 году Верховным советом Латвийской Республики закона «Об иностранных вложениях в ЛР». Он предусматривал, что предприятия с иностранным капиталом на первые три года с момента получения прибыли освобождались от налога на неё полностью, а на следующие два года — на 50 %. В сентябре 1992 года Улдис Кариньш учредил фирму по торговле автокрасками «Formula» c уставным капиталом 10 тысяч латов (около 14 тысяч долларов) и был председателем ее правления до 20 июля 2000 года. С 12 января 2000 года как его заместитель в этой компании трудился Кришьянис Кариньш. Крупнейшим акционером этой фирмы была и остается канадская Riga Overseas Investments Inc., что позволило предприятию использовать предоставленные иностранным инвесторам льготы.
Самые большие доходы К.Кариньшу принесло посредничество в сделках с недвижимостью и аренда или управление собственной или арендованной недвижимостью. Этим бизнесом занималась фирма «Консультации Кариньша» («Kariņa konsultācijas», позднее «Linaka»). C 13 января 1999 года по 8 октября 2007 года он был её единственным участником, после чего подарил акции супруге Анде.
9 сентября 2013 года Кариньш также подарил супруге полученную от деда Вилхелма Нариньша и матери Расмы Нарини-Карини недвижимость в Риге, на улице Сколас, 2 (земля и здание бывшего кинотеатра «Пиониерис» со вспомогательными постройками, которые Нариньш получил в результате денационализации). По данным Регистра предприятий, 7 июля 2014 года Анда Кариня учредила фирму SIA S2 Rīga, вложив в её уставной капитал данную недвижимость с оценкой 2,152 млн евро, а 10 октября 2014 года продала её компании SIA P.J. Assets 1.
По поводу этой сделки депутат Сейма от KPV LV Алдис Гобземс подал запрос в прокуратуру, которая не усмотрела признаков состава преступления в действиях супруги Кариньша.

## Политическая деятельность
Кариньш был одним из основателей партии «Новое время» в 2002 году и был избран в Сейм в октябре того же года. Кариньш являлся председателем парламентской фракции «Новое время» с 2002 по 2004 год и министром экономики в правительстве Айгара Калвитиса с декабря 2004 по апрель 2006 года. В качестве министра экономики возбудил так называемое «дело Гринберга» против мэра Вентспилса Айвара Лемберга, в котором государство проиграло по всем статьям.
В марте 2007 года стал одним из двух солидеров «Нового времени» (вместе с Эйнарсом Репше).
В 2009 году единственный из списка «Нового времени» избран в Европарламент. Получил поддержку избирателей на выборах 2014 года уже как представитель партии-преемника «Нового времени» — «Единства».
Кандидат от партии «Единство» на пост премьер-министра на выборах 2018 года. 7 января 2019 года президент Латвии поручил ему сформировать следующее правительство.
23 января 2019 года Кришьянис Кариньш был утверждён Сеймом в должности премьер-министра Латвии.
14 августа 2023 года Кришьянис Кариньш объявил о своей отставке с должности премьер-министра Латвии. Официальное прошение об отставке он подал президенту Эдгару Ринкевичу 17 августа.
15 сентября 2023 года назначен министром иностранных дел Латвии в коалиционном правительстве под руководством премьер-министра Эвики Силини.
28 марта 2024 года при встрече с премьер-министром Эвикой Силиней объявил о своей отставке с должности министра иностранных дел Латвии, которая будет осуществлена 10 апреля.

## Уголовное дело по авиаперелётам
Генпрокуратура начала уголовное дело о авиаперелётах на частных джетах за государственный счёт, в период пребывания Кариньша в ранге премьер-министра и по растрате госсредств. У Кариньша сейчас в этом расследовании нет процессуального статуса.
- 10 апреля 2024 года Госконтроль сообщил результаты проверки полётов Кариньша в 2021—2023 годах[19]. В цифрах — незаконно потратил минимум 221 566 евро из государственного бюджета на частные авиарейсы. Кроме того, минимум 323 688 евро Совета Европейского союза (ЕС) он потратил неэкономно[20].
  - После озвучки цифр Госконтролем, Кариньш заявил он не знал о дороговизне полётов, у него «глаза на лоб полезли»[21].

Также Кариньш упоминается в скандале с конвертами/без налогов в офисе Нового единства с 2017 года.
Зрела отставка с поста министра иностранных дел, что и случилось 28 марта 2024 года после встречи с премьером Силиней.

## Семья
С 1996 года Кариньш женат на Анде Карине, имеет четверых детей: Отомар Кришьянис, Карл Вильгельм, Мария Александра и Анна. Его супруга  — семейный врач, которая также занимается сдачей в аренду недвижимости. В 2008 году депутат Сейма использовал законное право пойти вместо супруги в отпуск по уходу за ребенком, получив за это от Госагентства социального страхования пособие в общей сложности свыше 13 тыс. латов в 2008 и 2009 годах.
Отец Кришьяниса Кариньша Улдис — строительный инженер, в США занимался бизнесом.
Младшая сестра Ингрида Кариня-Берзиня является членом правления учреждённой 6 апреля 1993 года в Латвии «Американской торгово-промышленной палаты» со дня основания и занимается консультационной деятельностью.

## Награды
- Орден Креста земли Марии 1 класса (19 апреля 2023 года, Эстония)[25].
- Орден Креста земли Марии 2 класса (5 декабря 2005 года, Эстония)[26].
- Орден «За заслуги» I степени (28 декабря 2023 года, Украина) — за весомый личный вклад в укрепление межгосударственного сотрудничества, поддержку государственного суверенитета и территориальной целостности Украины, популяризацию Украинского государства в мире[27].